# Griebnitzkanalen
Griebnitzkanalen, eller Prinz-Friedrich-Leopold-Kanal, er en kanal i de vestlige forstæder af Tysklands hovedstad Berlin. Den består af en række småsøer Stölpchensee, Pohlesee og Kleiner Wannsee, der er forbundet med gravede kanaler.
Kanalen forbinder Griebnitzsee, en sø der er en del af Teltowkanalen, med Großer Wannsee, en sø der er gennemstrømmes af floden Havel. Den har en længde på 3,9 km hvis man medregner de tre søer, og er sejlbar for både der ikke stikke dybere end 1,3 meter. Der er ingen sluser men krydses af tre broer med en frihøjde på 5 meter.

## Eksterne kilder og henvisninger
1. 1 2  Sheffield, Barry (1995). Inland Waterways of Germany. St Ives: Imray Laurie Norie & Wilson. s. 118. ISBN 0-85288-283-1.

- Wikimedia Commons har flere filer relateret til Griebnitzkanalen
- Griebnitzkanal Arkiveret 24. marts 2016 hos  Wayback Machine på wsa-b.de, Wasserstraßen- und Schifffahrtsamt Berlin
- Oprettet hovedsageligt efter ver. 751731643 på engelsk Wikipedia

52°24′37″N 13°08′44″Ø / 52.410273°N 13.145657°Ø